# Henrik Thomsen
Henrik S. Thomsen (født 29. april 1953 i København) er en dansk professor, dr.med., overlæge i radiologi ved Københavns Universitetshospital (Herlev Hospital).
Medicinalfirmaet GE Healthcare sagsøgte Thomsen for injurier i en engelsk ret i forbindelse med firmaets MR-kontrastmiddel Omniscan, som Thomsen havde kritiseret i et foredrag holdt i Oxford.

## Henvisning
1. ↑  Niels-Bjørn Albinus (2. maj 2008). "GE Healthcare sagsøger Henrik Thomsen".

## Eksterne link
- Science and Libel, radioprogram af Ben Goldacre hvor Thomsen er kort interviewet.